# Francisco Bizcocho
Francisco Bizcocho Estévez (født 22. januar 1951 i Coria del Río, Spanien) er en spansk tidligere fodboldspiller (forsvarer).
Bizcocho spillede hele sin karriere hos Real Betis i Sevilla. Han spillede næsten 300 ligakampe for klubben, og var med til at vinde den spanske pokalturnering Copa del Rey med holdet i 1977 efter finalesejr over Athletic Bilbao.

## Titler
Copa del Rey
- 1977 med Real Betis